# Nopyllus vicente
Espèce
Nopyllus vicente est une espèce d'araignées aranéomorphes de la famille des Prodidomidae.

## Distribution
Cette espèce est endémique du Rio Grande do Sul au Brésil,. Elle se rencontre vers Vicente Dutra.

## Description
Le mâle holotype mesure 2,53 mm, les mâles mesurent de 2,11 à 2,53 mm.

## Systématique et taxinomie
Cette espèce a été décrite par Ott en 2014.

## Étymologie
Son nom d'espèce lui a été donné en référence au lieu de sa découverte, Vicente Dutra.

## Publication originale
- Ott, 2014 : « Nopyllus, a new South American Drassodinae spider genus (Araneae, Gnaphosidae). » Iheringia, Série Zoologia, vol. 104, no 2, p. 252-261 (texte intégral).